# Johan Parviainen

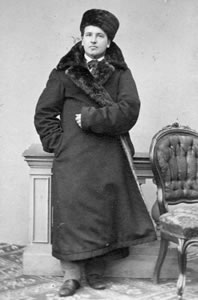
Johan Parviainen.

Johan Parviainen, född 12 mars 1834 i Kiihtelysvaara, död 8 januari 1900 i Jyväskylä, var en finländsk industriman. Han var far till Hanna Parviainen. 
Parviainen öppnade affär i Jyväskylä 1857 och gjorde sig en betydande förmögenhet under nödåren 1867–1868. Han lät i staden bygga en såg 1874 och en läderfabrik 1887 samt övertog 1882 ett järnbruk i Karstula. År 1897 började han flytta sina anläggningar till ön Säynätsalo i Korpilax socken, där med tiden ett betydande industrisamhälle uppstod (från 1923 den självständiga kommunen Säynätsalo), sedan arvingarna, två söner och en dotter, övertagit affärerna; bland annat uppfördes en fanerfabrik 1914. Industrierna övergick 1947 i Enso-Gutzeit Oy:s ägo. Han tilldelades 1884 kommerseråds titel.